# Maschbach
Der Maschbach, umgangssprachlich Bäckerbach genannt, ist ein etwa 2,6 km langer Nebenfluss der Schamlah in den Ortsteilen Westerode und Bettingerode der Stadt Bad Harzburg im Landkreis Goslar in Niedersachsen.

## Verlauf
Der Maschbach entspringt auf einer Höhe von 261 m ü. NHN am Butterberg unmittelbar nördlich der K 42 (Bad Harzburg – Westerode). Auf den ersten 400 Metern ist das Flussbett zwar erhalten, das Gewässer selbst aber verrohrt. Bei 51° 54′ N, 10° 34′ O tritt der Maschbach erstmals zutage. In einer tiefen Schneise und mit stark lehmiger Sohle fließt das Gewässer nach Nordosten in Richtung Westerode; sein Aufbau zeigt an dieser Stelle deutliche Charakteristika eines löss-lehmgeprägten Tieflandbachs.
Nach ca. einem Kilometer betritt der Maschbach das Ortsgebiet von Westerode. Hier speist er den Dorfteich und fließt abschließend nach Norden weiter durch die Ortschaft. Etwa 1,5 Kilometer weiter fließt der Maschbach in Bettingerode ein und mündet im Ortskern in die Schamlah.

## Trivia
- Der Maschbach wird in Westerode vom Maschweg gekreuzt und durchfließt die Fluren Maschfeld und In der Masch,[4] wobei hier Masch für feuchte Niederungen steht.
- In den aktuellen auch offiziell veröffentlichten Karten wie dem WebatlasDE[4] wird der Maschbach oberhalb von Westerode als Schamlahbach bezeichnet. Dessen Oberlauf ist jedoch der deutlich längere Kattenbach.